# 딘 (2019년 영화)
《딘》는 2019년 대한민국 영화이다. 김기덕이 감독과 각본을 맡았으며, 카자흐스탄에서 촬영되었다.
김기덕 감독이 이듬해 12월에 코로나바이러스감염증-19로 사망하면서 그의 공식 유작이 되고 말았다. 